# Нобелова награда за мир
Нобелова награда за мир је признање за посебне заслуге на пољима спајања народа, разоружања или смањења светских или регионалних војних потенцијала, политичког и другог образовања као и одржавања мировних конференција. Ова награда је, као и друге Нобелове награде, донација шведског проналазача и фабриканта Алфреда Нобела, и од 1901. се сваке године додељује 10. децембра у Ослу, на дан његове смрти.

## Оснивање
Ова награда се први пут спомиње у тестаменту, 1896. године преминулог Алфреда Нобела, у којој он регулише своју заоставштину која је износила око 31 милион шведских круна. Тај новац је уступљен посебној задужбини, којом је управљао савет од 6 директора. Нобелове награде су формиране од камате на средства задужбине, подељене на 5 истих делова, за сваку Нобелову награду. У овом тестаменту није споменута Нобелова награда за економију. Она се додељује у знак сећања на Алфреда Нобела, истим поступком али не из средстава задужбине, него од Шведске банке за економске науке. За разлику од осталих награда које се додељују у Шведском главном граду Стокхолму, Нобелова награда за мир се додјељује у главном граду Норвешке.

## Одбор за доделу награде
Одбор који одлучује о добитнику се састоји од пет чланова које бира норвешки парламент. Чланови се бирају на шест година. Састав одбора рефлектује однос снага политичких партија у Норвешком парламенту. Од 1936. усвојено је правило да чланови Норвешке владе не могу бити и чланови Нобеловог комитета. Током 1977. додато је и правило да активни посланици Норвешког парламента такође не могу бити бирани на дужности у одбору. Иако нигде није одређено да чланови морају бити норвешке националности, до данас су сви чланови комитета били Норвежани.

## Номиновање и додела награде
Предлоге кандидата за добитнике Нобелове награде за мир, осим чланова комисије и бивших добитника награде, могу доставити сви чланови владе или Међународног суда правде, професори на катедрама за социологију, историју, филозофију, право и политичке науке као и руководиоци одговарајућих института.
За разлику од осталих, Нобелова награда за мир се може доделити учесницима одређених мировних преговора иако они нису довели до коначног решења, односно до дотичног мировног уговора. Због тога се поједине доделе из данашње перспективе доводе у питање. Неке од њих су на пример, 1973. године Хенрију Кисинџеру (САД) и Ле Дук Тоу (Вијетнам) (одбио награду) за вијетнамски мировни уговор или 1994. када је за напоре учињене у правцу мировног уговора на Блиском истоку, награду поред Шимона Переза и Јицака Рабина добио и Јасер Арафат. Накнадно одузимање Нобелове награде за мир није могуће.
У изборни процес улазе само номинације, пристигле до 1. фебруара дотичне године. Касније пристигле номинације улазе у избор тек за следећу годину. Изборни комитет је у појединим годинама добијао и до 140 номинација за добитнике ове награде, од којих је издвајао само три у ужи избор. Секретар изборног комитета даје налоге редовним и посебним посматрачима за израду извештаја о раду номинованих особа и организација. Ти извештаји не садрже оцене или препоруке, него служе као објективна основа при избору добитника награде.
За проглашење победника није утврђен тачан датум, али се најчешће добитник проглашава једним петком средином октобра. Додела награде се врши увек 10. децембра, на дан смрти Алфреда Нобела. За разлику од осталих Нобелових награда, награду за мир уручује председник изборног комитета а не краљ, мада је поред других званица из политичког живота Норвешке, увек и он присутан.

## Списак добитника
Списак добитника Нобелове награде за мир од 1901. до данас.
1900-е — 1910-е — 1920-е — 1930-е — 1940-е — 1950-е — 1960-е — 1970-е — 1980-е — 1990-е — 2000-е — 2010-е

## 1900-е
| Година | Појединац или организација                                                                         | Дело |
| ------ | -------------------------------------------------------------------------------------------------- | --- |
| 1901.  | Жан Анри Динан (Швајцарска)                                                                        | оснивач Црвеног крста и зачетник Женевске конвенције. |
| 1901.  | Фредерик Паси (Француска)                                                                          | оснивач и председник Француског друштва за арбитражу међу нацијама (француски:Société Française pour l'arbitrage entre nations).                                      |
| 1902.  | Ели Дикомен (Швајцарска) и Шарл Албер Гоба                                                         | почасни секретар Сталне међународне мировне канцеларије у Берну. |
| 1903.  | Сер Вилијам Рандал Кример (Уједињено Краљевство)                                                   | секретар Међународне арбитражне лиге. |
| 1904.  | Институт за међународно право (Institut de droit international) (Белгија).                         | |
| 1905.  | Берта Софија Фелиситас Баронин фон Сутнер, рођена као грофица Кински од Шиника и Тетауа (Аустрија) | књижевница, почасни председник Сталне међународне мировне канцеларије.                                                                                                |
| 1906.  | Теодор Рузвелт (Сједињене Америчке Државе)                                                         | председник Сједињених Америчких Држава, због посредовања у склапању мира у Руско-јапанском рату.                                                                      |
| 1907.  | Ернесто Теодоро Монета (Италија)                                                                   | председник Ломбардске мировне лиге. |
| 1907.  | Луј Рено (Француска)                                                                               | професор међународног права. |
| 1908.  | Клас Понтус Арнолдсон (Шведска)                                                                    | оснивач Шведске мировне и арбитрарне лиге. |
| 1908.  | Фредрик Бајер (Данска)                                                                             | почасни председник Сталне међународне мировне канцеларије. |
| 1909.  | Огист Мари Франсоа Бернер (Белгија)                                                                | члан Међународни суд за арбитражу. |
| 1909.  | Пол Балије д'Етурнел де Констан, барон де Констан де Ребек (Француска)                             | оснивач и председник Француске парламентарне групе за међународну арбитражу. Оснивач тела познатог као Комитет за одбрану националних интереса и међународно помирење |

## 1910-е
| Година | Појединац или организација                                                             | Дело                                                         |
| ------ | -------------------------------------------------------------------------------------- | ------------------------------------------------------------ |
| 1910.  | Стална међународна мировна канцеларија (Стална међународна мировна канцеларија), Берн. |                                                              |
| 1911.  | Тобијас Михаел Карел Асер (Холандија)                                                  | иницијатор међународних конференција приватног права у Хагу. |
| 1911.  | Алфред Херман Фрид (Аустрија)                                                          | оснивач Вафен Нидера.                                        |
| 1912.  | Елиху Рут (САД)                                                                        | због иницирања неколико арбитражних споразума.               |
| 1913.  | Анри Лафонтен (Белгија)                                                                | Председник Сталне међународне мировне канцеларије.           |
| 1914.  | Због Првог светског рата награда није додељена.                                        |                                                              |
| 1915.  | Због Првог светског рата награда није додељена.                                        |                                                              |
| 1916.  | Због Првог светског рата награда није додељена.                                        |                                                              |
| 1917.  | Међународни Црвени крст, Женева.                                                       |                                                              |
| 1918.  | Награда није додељена                                                                  |                                                              |
| 1919.  | Вудро Вилсон (САД) за оснивање Лиге народа.                                            |                                                              |

## 1920-е
| Година | Појединац или организација                                  | Дело                                                                           |
| ------ | ----------------------------------------------------------- | ------------------------------------------------------------------------------ |
| 1920.  | Леон Виктор Огист Буржоа                                    | Председник Лиге народа.                                                        |
| 1921.  | Јалмар Брантинг (Шведска)                                   | премијер, представник Шведске у савету Лиге народа.                            |
| 1921.  | Кристијан Лоус Ланге (Норвешка)                             | генерални секретар Интерпарламентарне уније                                    |
| 1922.  | Фритјоф Нансен (Норвешка)                                   | Представник Норвешке у Лиги народа, иницијатор Нансенових пасоша за избеглице. |
| 1923.  | Награда није додељена                                       |                                                                                |
| 1924.  | Награда није додељена                                       |                                                                                |
| 1925.  | Сер Остин Чејмберлен (Велика Британија) за Локарниски пакт. |                                                                                |
| 1925.  | Чарлс Гејтс Доз (САД)                                       | председник Савезничке комисије за репарације и покретач Дозовог плана.         |
| 1926.  | Аристид Бријан (Француска) за Локарнски пакт.               |                                                                                |
| 1926.  | Густав Штреземан (Немачка)                                  | за Локарнски пакт.                                                             |
| 1927.  | Фердинанд Буисон (Француска)                                | оснивач и председник Лиге за људска права.                                     |
| 1927.  | Лудвиг Квиде (Немачка)                                      | учесник више мировних конференција.                                            |
| 1928.  | Награда није додељена                                       |                                                                                |
| 1929.  | Франк Б. Келог (САД)                                        | за Бријан-Келогов пакт.                                                        |

## 1930-е
| Година | Појединац или организација                      | Дело                                                                     |
| ------ | ----------------------------------------------- | ------------------------------------------------------------------------ |
| 1930.  | Надбискуп Ларс Улоф Натан Седерблом (Шведска)   | вођа екуменског покрета.                                                 |
| 1931.  | Џејн Адамс (САД)                                | председница Женске међународне лиге за мир и слободу                     |
| 1931.  | Николас Мари Батлер (САД)                       | за промоцију Бријан-Келогов пакта.                                       |
| 1932.  | Награда није додељена                           |                                                                          |
| 1933.  | Норман Ејнџел (УК)                              | писац, члан Извршног комитета и Националног већа за мир                  |
| 1934.  | Артур Хендерсон (УК)                            | председавајући Конференције за разоружање Лиге народа                    |
| 1935.  | Карл фон Осјецки (Немачка)                      | новинар пацифиста.                                                       |
| 1936.  | Карлос Сааведра Ламас (Аргентина)               | председник Лиге народа и посредник у сукобу између Парагваја и Боливије. |
| 1937.  | Роберт Сесил                                    | оснивач и председник Међународне мировне кампање.                        |
| 1938.  | Нансенов међународни уред за избеглице, Женева. |                                                                          |
| 1939.  | Награда није додељена                           |                                                                          |

## 1940-е
| Година | Појединац или организација                                                 | Дело |
| ------ | -------------------------------------------------------------------------- | --- |
| 1940.  | Награда није додељена                                                      | |
| 1941.  | Награда није додељена                                                      | |
| 1942.  | Награда није додељена                                                      | |
| 1943.  | Награда није додељена                                                      | |
| 1944.  |                                                                            | Међународни комитет Црвеног крста (додељена ретроактивно 1945).                                                                             |
| 1945.  | Кордел Хал (САД)                                                           | за коиницијативу за оснивање УН. |
| 1946.  | Емили Грин Болч (САД)                                                      | Почасна међународна председница Женске међународне лиге за мир и слободу                                                                    |
| 1946.  | Џон Мот (САД)                                                              | председник Међународно мисионарско веће и председник Светска асоцијација младих хришћана                                                    |
| 1947.  | Веће пријатељских услуга (УК) и Амерички комитет пријатељских услуга (САД) | |
| 1948.  | Награда није додељена                                                      | |
| 1949.  | Џон Бојд Ор (УК)                                                           | директор Генерална организација за храну и пољопривреду, председник Национално веће за мир, председник Светска унија мировних организација. |

## 1950-е
| Година | Појединац или организација                                       | Дело |
| ------ | ---------------------------------------------------------------- | --- |
| 1950.  | Ралф Банч                                                        | за посредовање у Палестини (1948). |
| 1951.  | Леон Жуо (Француска)                                             | председник Међународни комитет Европског савета, потпредседник Међународна конфедерација синдиката, потпредседник Светска федерација синдиката, делегат у УН. |
| 1952.  | Алберт Швајцер (Немачка)                                         | за оснивање Болница Ламбарене у Габону. |
| 1953.  | Амерички државни секретар Џорџ Катлет Маршал                     | за Маршалов план. |
| 1954.  | Канцеларија Високог комесаријата Уједињених нација за избеглице. | |
| 1955.  | Награда није додељена                                            | |
| 1956.  | Награда није додељена                                            | |
| 1957.  | Лестер Боулс Пирсон (каснији премијер Канаде)                    | председник седмог заседања Генералне скупштине УН, заслужне за решење Суецке кризе                                                                            |
| 1958.  | Жорж Пир (Белгија)                                               | вођа организације за помоћ избеглицама Срце Европе на услузи свету.                                                                                           |
| 1959.  | Филип Ноел-Бејкер (УК)                                           | за животни рад посвећен међународном миру и сарадњи |

## 1960-е
| Година | Појединац или организација                 | Дело                                       |
| ------ | ------------------------------------------ | ------------------------------------------ |
| 1960.  | Алберт Лутули (Јужноафричка република)     | председник Афричког народног конгреса.     |
| 1961.  | Даг Хамаршелд (Шведска)                    | генерални секретар УН (постхумно).         |
| 1962.  | Лајнус Карл Полинг (САД)                   | За кампању против нуклеарног оружја.       |
| 1963.  | Међународни комитет Црвеног крста, Женева. |                                            |
| 1963.  | Лига друштава Црвеног крста, Женева.       |                                            |
| 1964.  | Мартин Лутер Кинг (САД)                    | Борац за људска права.                     |
| 1965.  | Уницеф                                     |                                            |
| 1966.  | Награда није додељена                      |                                            |
| 1967.  | Награда није додељена                      |                                            |
| 1968.  | Рене Касен (Француска)                     | председник Европског суда за људска права. |
| 1969.  | Међународна организација рада              |                                            |

## 1970-е
| Година | Појединац или организација                                                       | Дело                                                                                                 |
| ------ | -------------------------------------------------------------------------------- | --- |
| 1970.  | Норман Борлог (САД)                                                              | за истраживања организације Међународни центар за унапређење кукуруза и пшенице.                     |
| 1971.  | Вили Брант (Немачка)                                                             | За Западнонемачку 'Источну политику, креирајући нови став према источној Европи и Источној Немачкој. |
| 1972.  | Награда није додељена                                                            | |
| 1973.  | Државни секретар САД Хенри Кисинџер (САД) и министар Ле Дук То (Вијетнам, одбио) | За мировни споразум у Вијетнаму.                                                                     |
| 1974.  | Шон Макбрајд (Ирска)                                                             | Председник Међународног мировног бироа и комисије за Намибију УН.                                    |
| 1974.  | Еисаку Сато (佐藤榮作) (Јапан)                                                   | Премијер.                                                                                            |
| 1975.  | Андреј Дмитријевич Сахаров (СССР)                                                | За кампању за људска права.                                                                          |
| 1976.  | Бети Вилијамс и Марејд Кориган                                                   | Оснивачи северноирског мировног покрета.                                                             |
| 1977.  | Амнести интернашонал, Лондон                                                     | За своју кампаљу против тортуре.                                                                     |
| 1978.  | Председник Мохамед Анвар Ел-Садат (Египат) и премијер Менахем Бегин (Израел)     | За мировне преговоре између Египта и Израела.                                                        |
| 1979.  | Мајка Тереза                                                                     | За борбу против сиромаштва                                                                           |

## 1980-е
| Година | Појединац или организација                                        | Дело                                                                                              |
| ------ | ----------------------------------------------------------------- | ------------------------------------------------------------------------------------------------- |
| 1980.  | Адолфо Перез Ескивел (Аргентина)                                  | Људска права                                                                                      |
| 1981.  | Канцеларија Високог комесаријата за избеглице Уједињених нација.  |                                                                                                   |
| 1982.  | Алва Мирдал (Шведска) и Алфонсо Гарсија Роблес (Мексико)          | делегати у Генералној скупштини за разоружање УН.                                                 |
| 1983.  | Лех Валенса (Пољска)                                              | оснивач Солидарности и борац за људска права. Био је први председник Пољске после пада комунизма. |
| 1984.  | Бискуп Дезмонд Мпило Туту (Јужноафричка Република)                | за борбу против апартхејда.                                                                       |
| 1985.  | Међународна група физичара за превенцију нуклеарног рата, Бостон. |                                                                                                   |
| 1986.  | Ели Визел (САД)                                                   | аутор, преживели сведок нацистичког прогона                                                       |
| 1987.  | Оскар Аријас Санчез (Костарика)                                   | за покретање мирних преговора у Централној Америци.                                               |
| 1988.  | Мировне снаге Уједињених нација, Њујорк.                          |                                                                                                   |
| 1989.  | Тензин Гјатсо, четрнаести Далај Лама.                             |                                                                                                   |

## 1990-е
| Година | Појединац или организација                                                                                                | Дело                                                                                      |
| ------ | --- | ----------------------------------------------------------------------------------------- |
| 1990.  | Председник Михаил Горбачов (СССР)                                                                                         | „за одлучујућу улогу у мировном процесу који карактерише данашњу међународну заједницу”   |
| 1991.  | Аунг Сан Су Ћи (Бурма) | „За ненасилну борбу за демократију и људска права”.                                       |
| 1992.  | Ригоберта Менчу Тум (Гватемала)                                                                                           | „за рад на социјалном и етнокултуролошком помирењу са домородачким народима”              |
| 1993.  | Председник Нелсон Мандела (Јужноафричка Република) и бивши председник Фредерик Вилем де Клерк (Јужноафричка Република)    | „за рад у окончању режима апартхејда и формирања нове демократске Јужноафричке Републике" |
| 1994.  | Председник ПЛО-а, Јасер Арафат (Палестина), министар спољних послова Шимон Перес (Израел) и премијер Јицак Рабин (Израел) | „За напоре у стварању мира на Блиском истоку”.                                            |
| 1995.  | Џозеф Ротблат (Пољска/ВБ) и Пагваш конференција о науци и светским питањима                                               | „за рад на елиминисању нуклеарног наоружања”                                              |
| 1996.  | Карлос Филипе Хименес Бело (Источни Тимор) и Жозе Рамос Орта (Источни Тимор)                                              | „за рад на мирном и правичном решењу проблема Источног Тимора"                            |
| 1997.  | Међународни покрет за забрану мина (ICBL) и Џоди Вилијамс                                                                 | „за рад на елиминисању и забрани антипешадијских мина”                                    |
| 1998.  | Џон Хјум (ВБ) и Дејвид Тримбл (ВБ)                                                                                        | „за рад на мирном решењу проблема у Северној Ирској”                                      |
| 1999.  | Међународна хуманитарна организација „Лекари без граница”, Брисел.                                                        | „за пионирски хуманитарни рад на неколико континената”                                    |

## 2000-е
| Година | Појединац или организација                                                              | Дело |
| ------ | --------------------------------------------------------------------------------------- | --- |
| 2000.  | Председник Ким Дае-Јунг (金大中) (Јужна Кореја)                                         | „За демократију и људска права у Јужној Кореји и Источној Азији, посебно за помирење са Сјеверном Корејом”                                                                            |
| 2001.  | Уједињене нације и генерални секретар Кофи Анан (Гана)                                  | „За њихов рад за бољи, организованији и мирнији свет” |
| 2002.  | Џими Картер — бивши председник САД                                                      | „За деценије његовог непрестаног труда да нађе мирно решење за међународне конфликте, да створи напредак на пољу демократије и људских права и да убрза економски и социјални развој” |
| 2003.  | Ширин Ебади (شیرین عبادی), (Иран)                                                       | „За њен труд у борби за демократију и људска права, посебно за труд који је уложила у борбу за права жена и деце”                                                                     |
| 2004.  | Вангари Матаи (Кенија)                                                                  | „За њен допринос у стварању одрживог развоја и допринос демократији и миру” |
| 2005.  | Међународна агенција за атомску енергију и Мухамед Ел Барадеј (محمد البرادعي), (Египат) | „За њихове напоре да спрече употребу нуклеарне енергије у војне сврхе и да обезбеде највиши ниво безбедности у њеној употреби у цивилне сврхе”                                        |
| 2006.  | Мухамед Јонус (মুহাম্মদ ইউনুস), (Бангладеш) и банка Грамен (গ্রামীণ ব্যাংক), (Бангладеш)          | „За унапређивање економских и социјалних могућности сиромашних, посебно жена, кроз свој пионирски пројекат давања микрокредита”                                                       |
| 2007.  | Међувладин панел о климатским променама и Ал Гор, (САД)                                 | „За напоре које су уложили ради ширења сазнања о климатским променама које изазива човек и за полагање темеља мера које су неопходне да би се климатске промене зауставиле”           |
| 2008.  | Марти Ахтисари                                                                          | „За вишедеценијско ангажовање и посредовање у успостављању мира и решавању конфликата на више континената”                                                                            |
| 2009.  | Барак Обама                                                                             | „За изузетне напоре да ојача међународну дипломатију и сарадњу међу народима као и због рада на стварању света без нуклеарног наоружања”                                              |

## 2010-е
| Година | Појединац или организација                              | Дело |
| ------ | ------------------------------------------------------- | --- |
| 2010.  | Љу Сјаобо                                               | „за допринос борби за људска права у Кини" |
| 2011.  | Елен Џонсон Серлиф, Лејма Гбови и Тавакул Карман        | „због њихове ненасилне борбе за сигурност жена и женска права за пуно учешће у изградњи мира”                                                                                           |
| 2012.  | Европска унија                                          | „због заслуга у унапређењу мира, помирења и заштити демократије и људских права у протеклих шездесет година”                                                                            |
| 2013.  | Организација за забрану хемијског наоружања (OPCW)      | „због великог залагања за уништавање хемијског наоружања” |
| 2014.  | Калијаш Сатијарти, Малала Јусуфзаи                      | „за борбу против дискриминације деце и младих људи и за право све деце на образовање”                                                                                                   |
| 2015.  | Туниски квартет за национални дијалог                   | „за одлучујући допринос изградњи плуралистичке демократије у Тунису у освит Јасмин револуције 2011. године”                                                                             |
| 2016.  | Хуан Мануел Сантос                                      | „за одлучне напоре да се више од 50 година вођен грађански рат у земљи оконча, рат који је коштао живота најмање 220.000 Колумбијаца и раселио близу шест милиона људи”                 |
| 2017.  | Међународна кампања за укидање нуклеарног оружја (ICAN) | „за рад на привлачењу пажње на катастрофалне хуманитарне последице било какве употребе нуклеарног оружја и за иновативне напоре да се на основу уговора постигне забрана таквих оружја” |
| 2018.  | Надија Мурад и Денис Маквеге                            | „за њихове напоре у циљу престанка употребе сексуалног насиља као начина ратовања у оружаним сукобима”                                                                                  |
| 2019.  | Абиј Ахмед Али                                          | „за његов напор за постизање мира и интернационалне сарадње, те прецизније за његову одлучну иницијативу за решавање граничног сукоба са суседном Еритрејом”                            |

## 2020-е
| Година | Појединац или организација                            | Дело |
| ------ | ----------------------------------------------------- | --- |
| 2020.  | Светски програм за храну                              | „за напоре у борби против глади, за допринос побољшању услова за мир у подручјима погођеним сукобима и за деловање као покретачка снага у напорима да се спречи употреба глади као оружја за рат и сукоб” |
| 2021.  | Марија Реса, Дмитриј Муратов                          | „за напоре да заштите слободу изражавања, што је предуслов за демократију и трајни мир” |
| 2022.  | Алес Бјаљацки, Меморијал, Центар за грађанске слободе | „за представљање цивилног друштва у својим земљама и заштиту фундаменталних људских права својих грађана”                                                                                                 |